# 廍子里 (北屯區)
廍子里（白話字：Phō͘-chú-lí／Phō͘-á-lí）位於臺灣臺中市北屯區南部偏東，屬於大坑丘陵區的一部份:45。由於境內擁有數個建案造鎮計劃、興建完成的新興社區，使其人口成長快速，根據臺中市政府民政局人口統計，里內人口約有2.7萬人，是臺中市人口最多的里，在臺灣所有村里中則高居第九位。

## 歷史
廍子里的地名由來，係由於當地早期的農田主要種植製糖用的白甘蔗，並在該里設有「糖廍」（製糖的場所），而當時北屯區的大坑附近地區所有種植製糖的甘蔗，皆集中於該里製糖，其後當地住民將「糖」字省略而簡稱為「廍仔」:91。
清領時期，廍子里隸屬於臺灣縣捒東上堡。日治時期，廍子里屬臺中州大屯郡北屯庄廍子大字，日治末期則稱為「廍仔一堡」。戰後改稱「廍子村」，隸屬臺中縣大屯區北屯鄉。1947年2月，北屯鄉遍入臺中市，改為市轄區「北屯區」，廍子村改名「廍子里」。

## 地理
廍子里位於臺中市北屯區南部偏東，東鄰民政里，西臨水景里，南邊與太平區光華里、新坪里、新高里相接，北毗東山里、和平里。

## 文化
中天寺是位於廍子里（苧園巷6號）內的一座寺廟，建立於1961年，主祀神祇為釋迦牟尼佛。

## 教育
- 中臺科技大學
- 臺中市北屯區廍子國民小學

## 外部連結
- 臺中市北屯區廍子里辦公處的Facebook專頁
- 臺中市北屯區公所（繁體中文）（页面存档备份，存于）